# Supergrupa

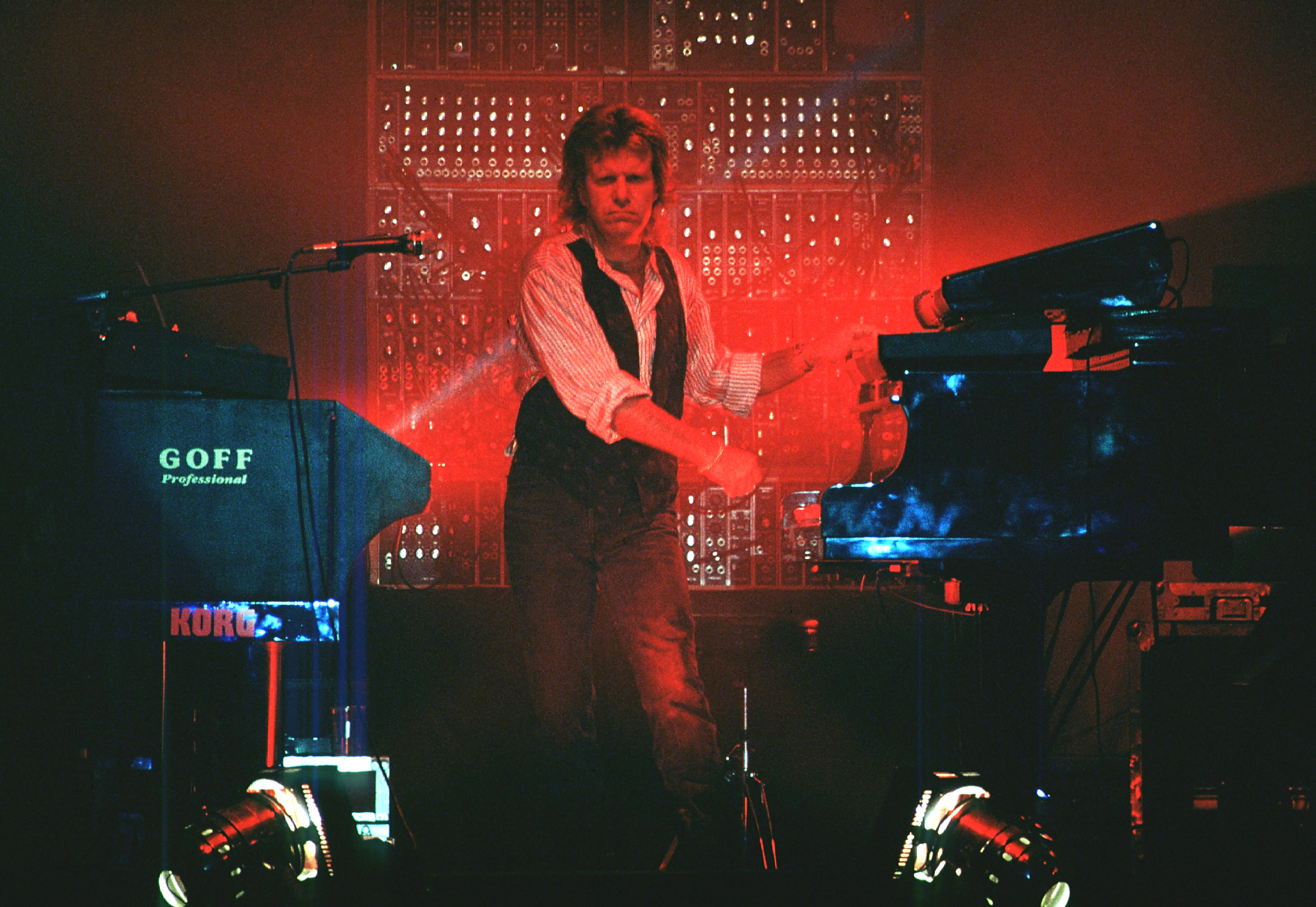
Supergrupa (Emerson, Lake and Palmer)

Supergrupa – w muzyce, głównie rockowej, zespół składający się ze znanych z wcześniejszej kariery instrumentalistów i wokalistów. Wyjątkowo zdarza się forma superzespół. W jazzie, gdzie wspólne występowanie muzyków związanych z różnymi grupami jest bardziej powszechne, podobne znaczenie ma nazwa zespół all stars.
Ze względu na wieloznaczność przedrostka super, zdarza się, że potocznie słowem supergrupa określa się zespół składający się z wirtuozów (analogicznie do pojęć typu supergwiazda). Przez specjalistów jest to jednak uważane za błędne rozumienie tego pojęcia. Skądinąd, nawet podstawowe znaczenie jest nieostre, przez co bywa podawane jako przykład nie terminu, lecz terminologizmu.
Pierwszą w historii supergrupą określał sam siebie (tytułując odpowiednio płyty) zespół The Steampacket stworzony przez Johna Baldry'ego i Roda Stewarta (Hoochie Coochie Men) oraz Julie Driscoll, Briana Augera i Vica Briggsa. Jednak za zespół sztandarowo pełniący funkcję prototypu pojęcia supergrupa uważany jest Cream. Grupę tę utworzyli znany z Blues Incorporated i Manfred Manna Jack Bruce, z The Yardbirds i The Bluesbreakers Eric Clapton i z Graham Bond Organisation Ginger Baker. Nawet nazwa grupy (ang. śmietanka) miała wskazywać na wykazaną w poprzednich zespołach wirtuozerię jej członków.
Skład supergrupy może w dużej mierze powielać skład innego zespołu (np. w skład Liquid Tension Experiment wchodziło dwóch muzyków Dream Theater). Zwykle supergrupy tworzą muzycy związani z zespołami muzycznymi, ale zdarza się, że również muzycy znani głównie z działalności solowej (np. Traveling Wilburys tworzyli m.in. Roy Orbison i Bob Dylan). W miarę czasu niektóre supergrupy (np. Asia) przyjmują czasem do zespołu mniej znanych muzyków, stąd zdarza się, że nazwę tę stosuje się raczej do tych zespołów w początkowym składzie. Z drugiej strony, bywa tak, że od początku nie wszyscy muzycy tworzący supergrupę są równie uznani. W przypadku zespołów takich, jak np. King Crimson, które początkowo nie były supergrupami, lecz włączały znanych członków do składu o już ugruntowanej pozycji, uznanie ich za supergrupy jest sporne. Również kontrowersyjne jest stosowanie tego określenia do zespołów tworzonych przez muzyków wcześniej bardziej znanych z działalności pozamuzycznej (jak ma miejsce w przypadku A Perfect Circle). Stosunkowo rzadko zdarza się, że supergrupa tworzona jest jako Tribute band (np. Yellow Matter Custard). Czasem muzycy o wspólnych przekonaniach tworzą supergrupę w celu podkreślenia przekazu, jak ma miejsce w przypadku zespołu 2Tm2,3. Tworzenie supergrup bywa także uważane za zabieg marketingowy, gdyż taki zespół jeszcze przed pierwszymi występami może przyciągać uwagę fanów poszczególnych wykonawców.
Według jednego z zestawień magazynu Teraz Rock do najbardziej znanych supergrup należą: Cream, Blind Faith, Emerson, Lake and Palmer, Bad Company, Asia, Traveling Wilburys, Temple of the Dog, Down, Mad Season, Liquid Tension Experiment, Fantômas, A Perfect Circle, Oysterhead, Audioslave, Velvet Revolver, Chickenfoot, The Dead Weather, Them Crooked Vultures, Atoms For Peace, Black Country Communion.
Polskim przykładem supergrupy mogą być Emigranci, powstali z inicjatywy byłego gitarzysty Lady Pank, Edmunda Stasiaka. Skład zespołu stworzyli ponadto: basista (m.in. Oddziału Zamkniętego) Robert Jaszewski, perkusista (głównie Perfectu) Piotr Szkudelski i wokalista Aya RL Paweł Kukiz.